# Hypogastrura affinis
Hypogastrura affinis är en urinsektsart som först beskrevs av Lucas 1846.  Hypogastrura affinis ingår i släktet Hypogastrura och familjen Hypogastruridae. Inga underarter finns listade i Catalogue of Life.